# 8407 Гаулаган
8407 Гаулаган (8407 Houlahan) — астероїд головного поясу, відкритий 25 липня 1995 року.
Тіссеранів параметр щодо Юпітера — 3,577.